# Myiopharus pavida
Myiopharus pavida là một loài ruồi trong họ Tachinidae.